# Ödemiş

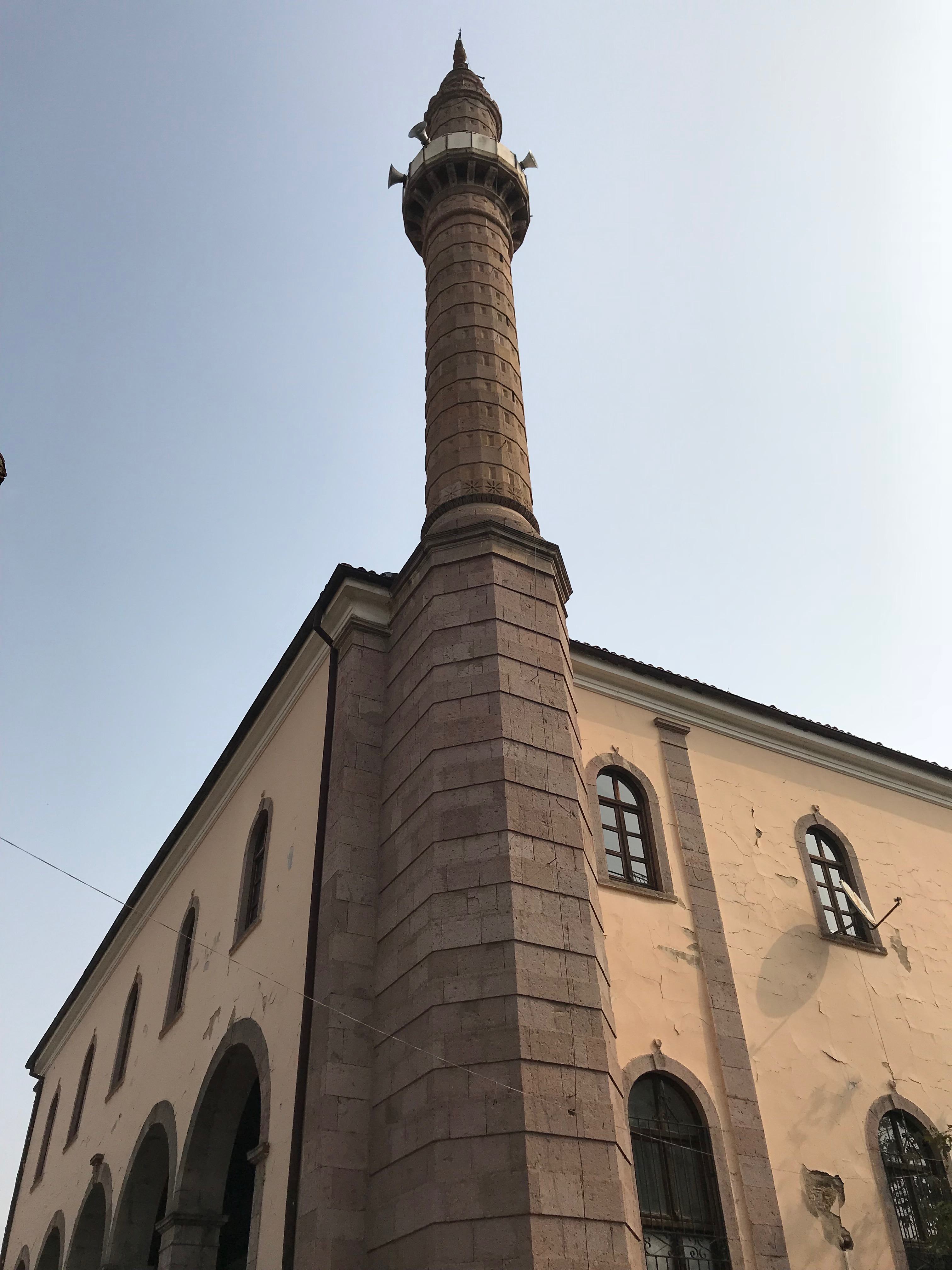
Hacı-Abdi-Ağa-Moschee in Ödemiş

Ödemiş ist eine Stadtgemeinde (Belediye) im gleichnamigen Ilçe (Landkreis) der Provinz Izmir in der türkischen Ägäisregion und gleichzeitig ein Stadtbezirk der 1984 gebildeten Büyükşehir belediyesi İzmir (Großstadtgemeinde/Metropolprovinz). Seit der Gebietsreform ab 2013 ist die Gemeinde flächen- und einwohnermäßig identisch mit dem Landkreis.
Der Landkreis liegt im Südosten der Provinz und zwischen den Provinzen Aydın im Süden und Manisa im Norden, im Osten wird er von Kiraz und Beydağ, im Westen von Bayındır und Tire „flankiert“.
Der Kreis (bzw. Kaza als Vorgänger) bestand schon vor der Gründung der Türkischen Republik 1923 und hatte zu ersten Volkszählung 1927 76.122 Einwohner in 132 Dörfern (auf 1.935 km² Fläche), davon 16.682 im Verwaltungssitz Eudemiche (damalige, an die französische Sprache angelehnte Schreibweise).
(Bis) Ende 2012 bestand der Landkreis neben der Kreisstadt aus neun Stadtgemeinden (Belediye) Bademli, Birgi, Bozdağ, Çaylı, Gölcük, Kayaköy, Kaymakçı, Konaklı und Ovakent sowie 74 Dörfern (Köy) in fünf Bucaks (Bademli, Birgi, Kaymakçı, Ovakent und Merkez Bucağı), die während der Verwaltungsreform 2013/2014 in Mahalle (Stadtviertel/Ortsteile) überführt wurden. Die 16 Mahalle der Kreisstadt blieben unverändert bestehen, während die 29 Mahalle der neun o. g. Belediye vereint und zu je einem Mahalle vereinigt wurden. Durch Herabstufung dieser Belediye und der Dörfer zu Mahalle stieg deren Zahl auf 99 an. Ihnen steht ein Muhtar als oberster Beamter vor.
Ende 2020 lebten durchschnittlich 1.350 Menschen in jedem Mahalle, 10.443 Einw. im bevölkerungsreichsten (Zafer Mah.).